# Сесар Пельєгрін
Сесар Пельєгрін (ісп. César Pellegrín, нар. 5 березня 1979, Монтевідео) — уругвайський футболіст, що грав на позиції захисника.

## Клубна кар'єра
Розпочав грати у футбол на батьківщині за «Данубіо», з якого 1997 року за 3 млрд лір перейшов у італійський «Ювентус». У складі першої команди «б'янконері» Пельєгрін шість разів потрапляв у заявку, але залишався на лавці запасів і не зіграв жодного офіційного матчу, втім все-таки виграв з клубом титул чемпіона Італії в сезоні 1997/98 років. По завершенні сезону уругваєць вирішив залишитись в Італії і став гравцем новачка Серії Б «Тернана», але і там на поле не виходив.
1999 року Пельєгрін повернувся на батьківщину і уклав контракт з клубом «Насьйональ», у складі якого провів наступний рік своєї кар'єри гравця і виграв чемпіонат Уругваю.
З 2001 року знову, цього разу два сезони захищав кольори команди клубу «Данубіо», після чого грав за інші місцеві команди «Сентраль Еспаньйол», «Депортіво Мальдонадо».
У сезоні 2005 року Пельєгрін грав за фінський «РоПС», а 2007 року на батьківщині за «Ель Танке Сіслей» у другому дивізіоні країни, після якого недовго виступав за костариканський «Ередіано».
Завершив професійну ігрову кар'єру в іранському клубі «Рах Ахан», за який виступав протягом 2008—2009 років.

## Виступи за збірні
Протягом 1997—1999 років залучався до складу молодіжної збірної Уругваю. У її складі взяв участь у молодіжному чемпіонаті світу 1997 року в Малайзії, де його команда стала віце-чемпіоном світу, та 1999 року в Нігерії, на якому уругвайці стали четвертими. Всього на молодіжному рівні зіграв у 14 офіційних матчах.
У складі національної збірної Уругваю був учасником розіграшу Кубка конфедерацій 1997 року у Саудівській Аравії. Саме там 17 грудня у матчі третього туру групового етапу проти збірної ПАР (4:3), до якого уругвайці вже собі забезпечили місце в плей-оф, Пельєгрін зіграв свій єдиний матч, відігравши усю гру. 

## Титули і досягнення
- Чемпіон Італії (1):

«Ювентус»: 1997–98
- Чемпіон Уругваю (1):

«Насьйональ»: 2000